# KkStB 18 sorozat
A KkStB 18 sorozatba több gyártó 1B tengelyelrendezésű szerkocsis gőzmozdonya tartozott.

## Története

### CLB eredetű későbbi kkStB 18 sorozatú mozdonyok
A  Galizische Carl Ludwig-Bahn IIa és IIb sorozatba osztott mozdonyait 1859–1862 között építette a Bécsújhelyi Mozdonygyár és a Sigl Bécsben. A mozdonyok pályaszámot (9-15 /IIa sorozat/, 16-27 /IIb sorozat/, és 30-42 /IIa sorozat/) és a MEDYKA, MOSCISKA, GRÓDEK, SANOK, SAMBOR, BEŁŻ, RABA", BRODY, WISNICZ", DUKLA, SNIATYN, PRUT, BUG, SZKŁO, STRYJ, KĘTY, BIALA", DĘBICA", JASŁO", BABIAGORA", ROHACZ", RADYMNO, SŁOTWINA", ŁANCUT, KRASICZYN, WISŁOK, PRZEWORSK, JAROSŁAW, MAGÓRA, WIAR, OLESKO, BUSK neveket kapták.
1868-ban  még négy további mozdonyt vásároltak a Sigl bécsújhelyi gyárától, melyeket a IIc sorozatba osztottak, s a 5-8 pályaszámokat, valamint a GAJE, SOKAL, ŻÓŁKIEW és ZBRUCZ neveket kapták. Eltérően a sorozat többi mozdonyától, ez az építési sorozat hullámos tűztérrel készült, s csak egy részük kapott új kazánt 1880-ban.
A sorozatjelben szereplő a, b, c megjelölés a kazáncserékhez szolgált megkülönböztetésül. A táblázatban található adatok a IIc hullámos tűzterű kazánokra vonatkoznak.
A mozdonyok névtábláit 1873-ban távolították el.
A CLB 1892-es államosítása után a kkStB a mozdonyokat a 18.21-34 (ex. IIa és IIb) és a 18.41-44 (ex IIc) pályaszámtartományba sorolta be.

### Az LCJE eredetű későbbi kkStB 18 sorozatú mozdonyok
A Lemberg-Czernowitz-Jassy Eisenbahn (LCJE) is rendelt a StEG gyárától és a Sigl bécsi gyárától öt-öt db későbbi kkStB 18 sorozatú mozdonyt. Ezek a IIIa és IIIb osztályú mozdonyok 1866-ban épültek. A StEG gyártású mozdonyok (IIIa) 18-22  pályaszámokat és a PIORUN, GROM, STRZAŁA, WIATR,  POSPIECH neveket, míg a Sigl gyártásúak (IIIa) 23-27 pályaszámokat és a ISKRA, SWIT, CWAŁ, DZIEŃ,  ZMROK neveket kapták. 1870-ben további három mozdony követte őket a sorozatba, ezúttal a Neilson & Companytól Glasgow-ból. Ezek (IIb) 46-48 pályaszámokat és ZORZA, CONIEC, RUCH neveket kaptak.
A LCJE 1880-ban átkazánoztatta a mozdonyokat, ezáltal a gőznyomás 8 atmoszférára emelkedett, s megnőtt a rostélyfelület is 1,48 m².-re. A tűzcsővek száma 169 lett, a tűzszekrény fűtőfelülete 7,3 m², a csőfűtőfelület 111,0 m², a forrfelület pedig 118,2 m². Az új kazánokkal megnőtt a mozdony súlya is. Üres tömege 33,2 tonnára, szolgálati tömege 37,6 tonnára, tapadási tömege pedig 25,4 tonnára változott. Ha helyesek az információk, a hengerátmérőt is csökkentették 395 mm-re, ami által csökkent a hengertérfogat is.
Az LCJE 1889-es államosítása után a mozdonyokat a kkStB a 18.01-13  pályaszámtartományba sorolta. 1890-ben a kkStB műhelyében sor került egy rekonstrukcióra  Egyes mozdonyok 13. sorozatú cserekazánt kaptak, amelyek a közvetlenül a füstkamra mögött elhelyezett gőzdómról ismerhetők fel, és új, 400 mm átmérőjű hengereket kaptak. Továbbá homoktartályt szereltek a kazánra a dóm mögé. Az átépítés részeként mozdonysátor került a gépekre és vákuumfék a vonatszerelvény fékezésére. A sorozat utolsó mozdonyai 1908-ig álltak szolgálatban a kkStb-nél.

### A BWB eredetű, későbbi kkStB 18 sorozatú mozdonyok
Az idők szellemének megfelelően 1861 és 1864 között a Böhmische Westbahn (BWB) beszerzett összesen 13 darab 1B tengelyelrendezésű gyorsvonati mozdony. Kettőt 1864-ben eladtak az Altona-Kieler Eisenbahn-Gesellschaft-nak, amelyek közül az egyik a 531 számú ALTONA a Porosz államvasutakhoz került. A többi tizenegy gép az I sorozatba lett beosztva és az 1–3, 9–15 továbbá 26 pályaszámot és PRAG, PILSEN, FURTH, CHRAST, ROCITZAN, ZBIROW, HOŘOWITZ, BERAUN, KARLSTEIN, ZDITZ, RADBUTZA neveket kapott.
Az 1-3 pályaszámú mozdonyokat a Sigl gyártotta Bécsben 1861-ben (gyári szám:14-16/61. Még a 13-15 pályaszámú gépek épültek a Sigl-nél (49, 29 és 30/62 gyári számúak), míg  26 pályaszámú Németország helyett már Bécsújhelyen (FabNr.: 417/64) utánépítve. A maradék négy mozdonyt a Maffei építette Münchenben. 1882–1885 között a BWB a mozdonyokon kazánt cseréltetett. A táblázatban ezeknek az új kazánoknak az adatai láthatók. A későbbi 18.55-61 számú mozdonyok kissé rövidebb tengelytávolsággal készültek (lásd a táblázatban).
A vasút 1894-es államosítása után a kkStB a mozdonyokat a 18.51-61 pályaszámok alá sorolta.

## Fordítás
Ez a szócikk részben vagy egészben  a   kkStB 18 című német Wikipédia-szócikk fordításán alapul.  Az eredeti cikk szerkesztőit annak laptörténete sorolja fel. Ez a jelzés csupán a megfogalmazás eredetét és a szerzői jogokat jelzi, nem szolgál a cikkben szereplő információk forrásmegjelöléseként.